# Newag

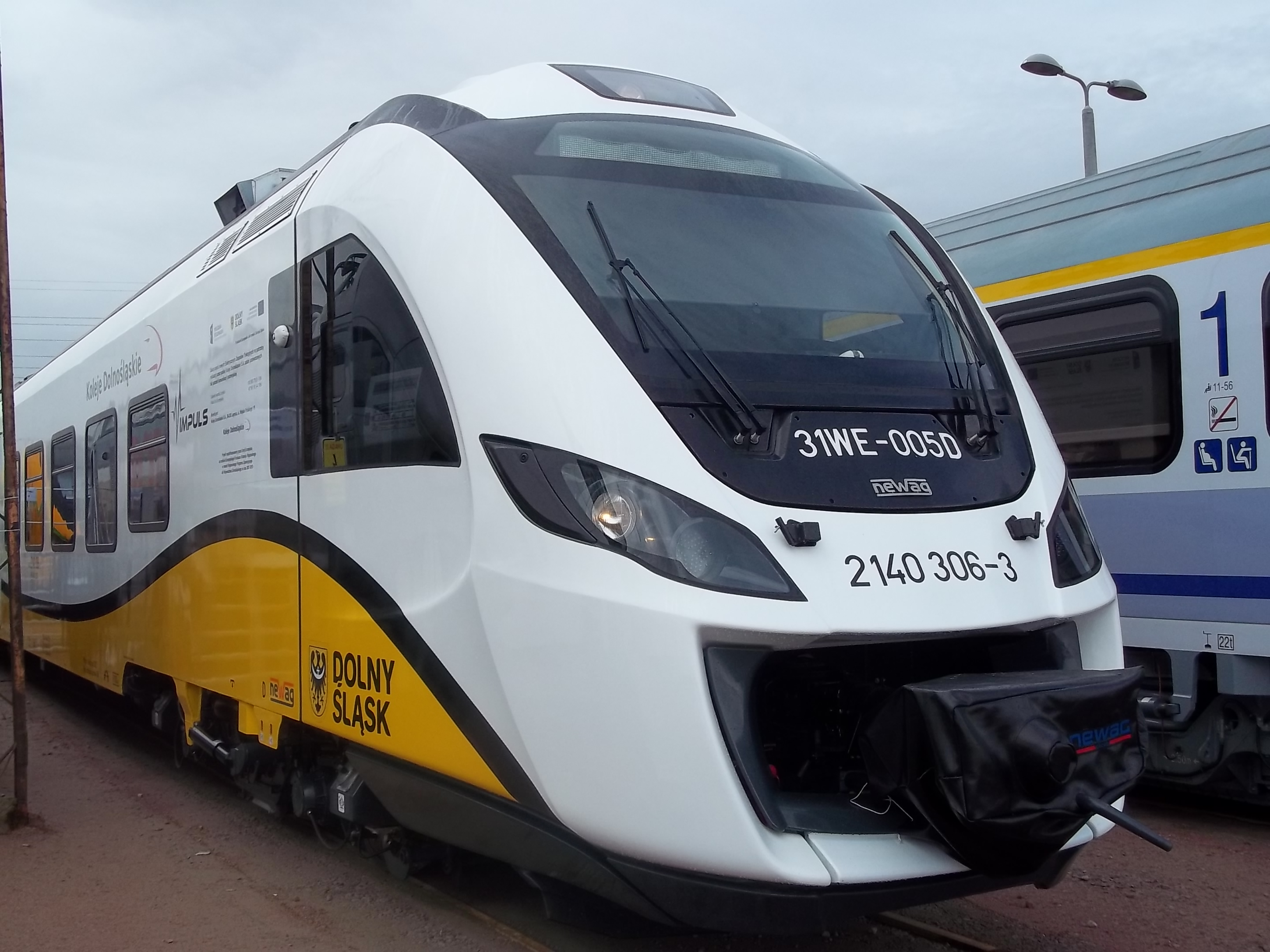
Unité multiple ED78

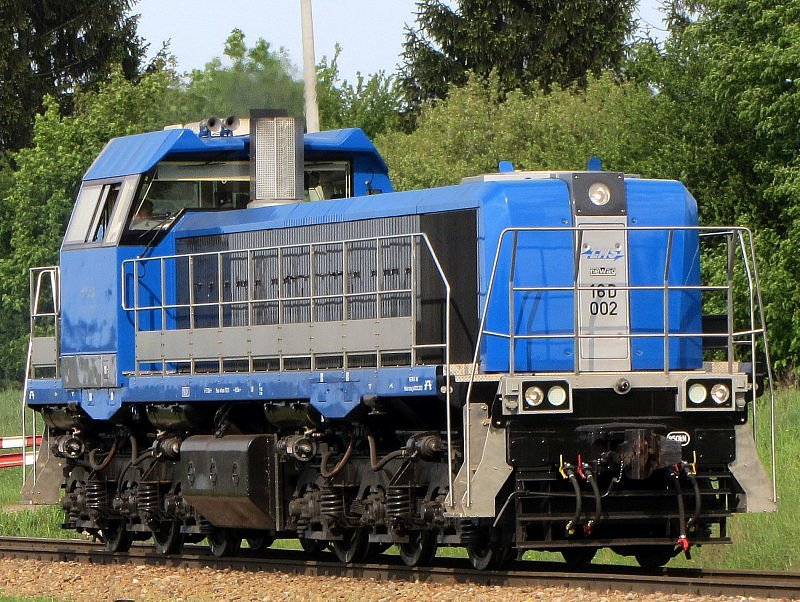
Locomotive diesel 16D

Newag S.A. est une entreprise polonaise, basée à Nowy Sącz, spécialisée dans la production, la maintenance et la modernisation du matériel roulant ferroviaire. Les produits de la société comprennent les unités multiples électriques de types 14WE, 19WE et 35WE. L'entreprise a également développé le prototype de tramway Nevelo et formé un consortium avec Siemens Mobility pour l'assemblage final des rames de métro Siemens Inspiro pour le métro de Varsovie et le métro de Sofia.

## Histoire
En 1876 (lorsque Nowy Sącz appartenait à l'Autriche-Hongrie), les ateliers des chemins de fer impériaux et royaux sont desservis par la nouvelle ligne Ligne ferroviaire Tarnów–Leluchów (pl) . Après la Première Guerre mondiale et l'établissement de la Seconde République polonaise, l'entreprise, rebaptisée « Atelier principal de 1re classe », est réorientée vers les besoins des chemins de fer polonais (PKP), employant quelque 1 800 ouvriers en 1922.
Dans la Pologne communiste d'après la Seconde Guerre mondiale, l'atelier est nationalisé et devient tard une entreprise distincte, bien que toujours propriété de l'État, officiellement appelée « Dépôt “Nowy Sacz” de réparation du matériel roulant ferroviaire à Nowy Sacz, entreprise indépendante d'État » (polonais : Zakłady Naprawcze Taboru Kolejowego "Nowy Sącz" w Nowym Sączu, Przedsiębiorstwo Państwowe Wyodrębnione; ZNTK Nowy Sącz), avec un effectif d'environ 3 500 personnes en 1952. Les ateliers entretiennent leur dernière locomotive à vapeur (une TKt48 (en)) en 1972.
Après la chute du communisme et les changements économiques de 1989, la ZNTK Nowy Sącz est transformée en société par actions du Trésor public, avec l'État polonais comme seul actionnaire. La société traverse une période de crise financière vers 2001 et ses actions sont acquises par un investisseur privé national en 2003. Le nom actuel est adopté en 2005. En 2008, Newag rachète ZNTK Gilwice et intègre ses opérations .

## Produits actuels
- Nevelo – tramway à plancher surbaissé en trois sections, actuellement en service à Cracovie
- Impuls (en) – unité multiple électrique pour services urbains, périurbains ou régionaux
- Vulcano (en) – unité multiple diesel, actuellement en service en Italie
- Griffin (en) - locomotive électrique ou diesel-électrique à quatre essieux pour les services express de passagers et de fret léger à moyen
- Dragon (en) – locomotive électrique ou diesel-électrique haute puissance à six essieux pour les services de fret lourd

Les locomotives et les rames automotrices sont disponibles avec un moteur diesel de dernier kilomètre en option.

## Piste d'essai
L'entreprise a mis en place une piste d'essai électrifiée de 245 mètres de long pour tester le matériel roulant électrique qu'elle fabrique ou modernise. La caténaire peut être alimentée avec l'un des quatre systèmes couramment utilisés sur les chemins de fer européens : 1,5 et 3.5 kV CC, 15 kV 16,7 Hz et 25 kV 50 Hz.

## Controverse

### Sabotage logiciel de 2023
En décembre 2023, des hackers du groupe white-hat Dragon Sector ont révélé qu'ils ont effectué une ingénierie inverse du logiciel embarqué des automotrices Newag 45WE Impuls (en) après que l'entreprise ferroviaire Koleje Dolnośląskie (en) a connu un certain nombre de pannes mystérieuses lors de la maintenance des rames par l’entreprise Serwis Pojazdów Szynowych (SPS). Selon Newag, les problèmes résultaient d'erreurs de la part de SPS et les trains auraient dû être entretenus par Newag,.
L'analyse du logiciel a révélé que les ordinateurs embarqués du train étaient programmés pour se verrouiller et afficher de faux messages d'erreur et empêcher le train de rouler si un traceur GPS détectait qu'il avait passé un certain nombre de jours dans le centre de maintenance d'un réparateur indépendant, et également si certaines pièces de rechange avaient un numéro de série non approuvé par le fabricant,.
Il a également été découvert que les verrous logiciels pouvaient être contournés en appuyant sur une séquence de boutons dans la cabine du train, bien qu'une mise à jour logicielle ultérieure ait supprimé cette possibilité. Le groupe Dragon Sector a analysé 29 trains appartenant à Koleje Dolnośląskie ainsi qu'à d'autres opérateurs concernés tels que Koleje Mazowieckie, SKM Warszawa, WKD et Polregio, dont 24 étaient dotés de verrous logiciels qui ont été supprimés à l'aide d'outils développés par le groupe. Après que ces conclusions ont été rendues publiques, l'ancien ministre du Numérique Janusz Cieszyński (en) a confirmé que le gouvernement polonais était au courant depuis mai.
Newag a fermement nié les affirmations selon lesquelles ils auraient intentionnellement rendu le logiciel inopérant et a plutôt allégué que SPS propageait une théorie du complot pour éviter des sanctions contractuelles en cas d'incapacité à assurer l'entretien des trains. Newag a également affirmé qu'il n'y avait aucune preuve que les modifications avaient été effectuées par l’entreprise. Newag a déclaré qu'il intenterait une action en justice contre SPS et le groupe Dragon Sector pour calomnie et diffamation.
Dragon Sector a fait une présentation au 37e Chaos Communication Congress (37C3) à Hambourg, où ils ont expliqué en détail le processus de débogage du logiciel du train et leurs conclusions.